# Galaxy Rangers
Galaxy Rangers ist eine US-amerikanische Science-Fiction-Zeichentrickserie, die von Robert Mandell und Gaylord Entertainment Company in den Jahren 1986 bis 1989 produziert wurde. Sie ist eine Zeichentrickserie im Animestil, die überwiegend in den USA produziert wurde. Jedoch wurden die Animationen der Serie von dem etablierten japanischen Animationsstudio Tokyo Movie Shinsha (seit dem Jahr 2000 TMS Entertainment) hergestellt. Als Serie aus dem Genre des sogenannten Space-Western verbindet die Serie Elemente der Science-Fiction mit solchen des ab den 1980er Jahren wieder aufkommenden Western.

## Inhalt
Die Serie spielt im Jahr 2086. Abgesandte der Welten Andor und Kirwin reisten zur Erde, um dort um Hilfe gegen das Imperium der „Kronenkönigin“ zu bitten. Als Gegenleistung für Unterstützung durch die Menschheit erhielt man von ihnen den Hyperantrieb, mit dem interstellare Reisen unternommen werden können. Dies führte unter anderem zur Gründung von Kolonien der Menschen außerhalb des Sonnensystems der Erde. Damit verbunden sind Begegnungen mit neuen Feinden der Menschheit. Um diesen neuen Bedrohungen effektiv begegnen zu können, wurde die Organisation BETA gegründet. Ihre Aufgabe ist die Erhaltung von Ordnung im sogenannten neuen Grenzland. BETA hat seine Zentrale auf der Erde. Dazu gehören u. a. „BETA Mountain“, das „Longshot-Forschungs-Zentrum“ im Grand Canyon, die BETA-Raumstation, eine moderne Raumflotte und eine Spezialeinheit mit dem Namen Galaxy Rangers. Ausgestattet mit den individuellen Fähigkeiten ihrer Mitglieder ist das Mandat dieser Einheit, Recht und Ordnung zu erhalten.

## Figuren

### Die Galaxy Ranger
Alle Ranger sind mit einem Bionik-Implantat ausgerüstet, das ihre jeweiligen besonderen Fähigkeiten aktiviert oder zu deren Verstärkung dient. Durch Berühren des „Rangersterns“ aktivieren sie dieses Implantat, das dann gespeicherte Energie freisetzt, um die jeweiligen Fähigkeiten zu verstärken oder zu aktivieren. Das Implantat muss daher regelmäßig aufgeladen werden.
Zacharias Foxx
„Zach“ leitet das Rangerteam und ist 35 Jahre alt. Wenn er sein Implantat aktiviert, kann er schneller laufen, er wird stärker und kann außerdem einen Energiestrahl mit seinem bionischen Arm abfeuern. Seine Frau wurde von der Kronenkönigin entführt, und er versucht, sie mit Hilfe des Rangerteams aus der Gefangenschaft zu befreien. „Zach“ hat einen Sohn, Zach junior, und eine Tochter, Jessica. Als Foxx versuchte, die Entführung seiner Frau zu verhindern, wurde er schwer verletzt. Sein linker Arm sowie sein linkes Bein wurden durch bionische Systeme ersetzt. Ebenso gibt es den „Phasenhandschuh“, durch den Zach in der Lage ist, für einige Sekunden durch feste Materie zu greifen.
Shane „Goose“ Gooseman
Goose ist kein Mensch, sondern eine künstlich erschaffene Lebensform. Der Draufgänger, Revolver- und Frauenheld ist 19 Jahre alt. Sein Implantat gibt ihm die Möglichkeit, seine Gestalt zu ändern, um so Gefahren aus dem Weg zu gehen. Außerdem ist er damit in der Lage, sich zu heilen. Goose und Niko mögen sich sehr.
Walter „Doc“ Hartfort
„Doc“ Hartfort ist Ende 20 und der Gentleman des Teams. Er trägt den Beinamen „Doc“, weil er Doktor der Informatik ist. Er ist ein Computerexperte, dessen Implantat ihm die Möglichkeit gibt, mit dem sogenannten C.D.U. kreative individuelle Computerprogramme zu entwerfen und diese einzusetzen. Diese tragen z. B. die Namen „Lebenslinie“, „Pfadfinder“, „Kobold“, „Auslöser“ und „Tüftler“. Er hat eine symbiotische Verbindung mit Buzz.
Niko
Sie ist Anfang 20 und die geistige Kraft im Team. Ihre Ausbilderin hat ihre geistigen Fähigkeiten trainiert, mit denen sie in der Lage ist, zu schweben. Ihr Implantat verstärkt ihre psychischen Kräfte, die es ihr ermöglichen, einen Kraftschild gegen geistige und körperliche Angriffe zu errichten und einen Telekinesestrahl zu benutzen. Niko kann bereits vergangene Ereignisse, die sich an einem bestimmten Ort ereignet haben, sehen, wenn sie einen Gegenstand, der sich an diesem Ort befindet, berührt. Sie kann Emotionen spüren und zudem Implantat-Energie übertragen.
Während der Dauer der Serie existiert eine Art „romantische Spannung“ zwischen ihr und Goose.

### Nebenfiguren
Commander Walsh
Commander Walsh ist kommandierender Offizier der Galaxy Ranger und das militärische Oberhaupt von BETA Mountain. Er bildet auch die Verbindung zum Weltenrat, der Regierung der Erde. Er ist bekannt dafür, hin und wieder die Vorschriften zugunsten der Galaxy Rangers auszulegen. Er hat mit seinem genetischen Grundmaterial heimlich die Vorlage für Shane geliefert.
Zozo
Zozo ist ein Kiwi und Bewohner des Planeten Kirwin. Die Kiwis verfügen über sehr gute gärtnerische Fähigkeiten, sind flink und haben ein sehr gutes Gehör, was nicht zuletzt durch die großen Ohren zustande kommt.
Waldo Zeptic
Waldo ist Andorianer und kommt vom Planeten Andor. Er gab den Erdenbewohnern die Pläne zum Nachbau des andorianischen Hyperantriebs. Andorianer sind sehr wissenschaftlich orientiert. Normalerweise sind sie sehr rational und höflich. Wenn sie jedoch eingesperrt werden, verlieren sie nach einiger Zeit den Verstand und verhalten sich dann wie wilde Tiere.
Buzzwang
„Buzz“ ist ein Roboter, der von Q-Ball erschaffen wurde. Im Verlauf der Serie wird er auch zu einem Galaxy Ranger. Er benutzt keine Waffen. Buzzwang und Doc stehen in besonderem Kontakt über das Implantat von Doc.
Q-Ball
Q-Ball ist ein Techniker und Wissenschaftler von BETA. Er erfindet neue Maschinen, Antriebe, Roboter und Ähnliches. Q-Ball hat auch Buzzwang entwickelt und gebaut. Er ist für die Technik und Aufladung der Implantate zuständig.
Eliza Foxx
Eliza ist die Frau von Zacharias Foxx. Sie wird in der ersten Folge der Serie von der Kronenkönigin entführt und mittels eines Psychokristalls ihrer Lebensenergie beraubt. Mittels dieses Kristalls versucht die Königin, Einfluss auf Zacharias auszuüben.
Cybersteeds
Die Cybersteeds sind die Roboterpferde der Ranger. Sie heißen Triton, Voyager, Mel und Brutus, verfügen über eine künstliche Intelligenz und können auch sprechen. Sie wurden im Longshot-Forschungszentrum entwickelt und gebaut. Das Aussehen ähnelt dem von Pferden und sie können sich auf fast jedem Gelände fortbewegen. Die Cybersteeds werden in Kategorien unterteilt:
- Die Rennversion, mit der Geschwindigkeiten bis zu 200 km/h erreicht werden können (Triton ist eine Rennversion)
- Die Kampfversion, die mit verstärkter Panzerung versehen ist (Mel ist eine Kampfversion)

Alle Cybersteeds verfügen über Radar, Infrarotsensoren, Sonar, Nachtsichtfunktion und einen hellen Scheinwerfer.

### Gegenspieler
Die Königin
Die Herrscherin eines Sternenreiches, die über eine große Zahl Untergebener sowie eine Flotte von Raumschiffen verfügt. Letzte sind jedoch langsamer als die Schiffe der Planetenliga, wenn es um das Überbrücken interstellarer Entfernungen geht. Da die Kronenkönigin sie hauptsächlich benötigt, um ihr Imperium zusammenzuhalten, kann die Flotte nicht für Großangriffe auf die Planetenliga dienen. Daher ist sie insbesondere an dem andorianischen Hyperantrieb interessiert. Zum Erhalt ihrer Macht benötigt die Königin die Seelenenergie anderer Lebewesen, deren Lebenskraft ihr als universale Energiequelle dient. Selbige speist zudem ihre willenlosen Handlanger, „Homunkuli“ oder auch „Sklavenwächter“ genannt. Einige Rassen sind durch die Königin schon fast ausgerottet, da diese besonders viel Lebensenergie abgeben. Unter den von ihr entführten Menschen befindet sich auch Zacharias Foxx’ Frau, wodurch sie zusätzlich zum Ziel der Galaxy Rangers wird.
Lazarus Slade
Lazarus ist ein abtrünniger Wissenschaftler und unter anderem Maschinist sowie Erfinder in Diensten der Königin. Ihm gelingt es beinahe, die Flotte der Planetenliga zu zerstören. Dieser Plan kann jedoch mit Hilfe von Captain Kidd vereitelt werden.
Captain Kidd
Kidd ist ein Alien in Vogelgestalt und der Kapitän eines abgewrackten Piratenkreuzers, der in erster Linie als Söldner in Erscheinung tritt. Meistens steht er auf Seiten der Königin, wenngleich er sporadisch auch immer wieder auf die Seite der Galaxy Rangers wechselt, wenn ihm dies für eigene Belange gerade nützlich erscheint.
Scarecrow
Scarecrow ist ein Wesen undefinierbarer Herkunft und Art, für das menschliche Auge jedoch unbestreitbar mit dem Aussehen einer klassischen Vogelscheuche zu assoziieren. Scarecrow ist ein chronischer Krimineller, der regelmäßige Arbeit für die Galaxy Rangers bedeutet. Sein Ziel ist es, Unsterblichkeit und grenzenlose Macht zu erlangen.
Nimrod
Nimrod ist ein männlicher Katze/Mensch-Hybrid von leicht wirrem Charakter in auffallend bunter Aufmachung. Nimrod wechselt zudem häufig seine Profession sowie seine Ziele. Oft bereitet er den Galaxy Rangers somit Ärger, tut dies aber nicht unbedingt immer aus böser Absicht. Oft kreuzen sich seine Wege mit denen der Helden eher zufällig. Die verworrenen Pläne, die er kontinuierlich ausheckt, bringen ihn auch nicht selten selbst in Schwierigkeiten.

## Produktion und Veröffentlichungen
Die Serie wurde in den Jahren 1986 bis 1989 von Gaylord Productions, Transcom Media und TMS Entertainment unter der Leitung von Robert Mandell produziert. Die ersten Folgen wurden vom 1. September 1986 bis zum 11. Dezember 1986 in den USA ausgestrahlt. Die deutsche Erstausstrahlung folgte ab dem 17. April 1990 bei Tele 5. Im Jahr 2006 wurde die Serie im deutschsprachigen Raum auf DVD veröffentlicht. Im Jahr 2008 erschien eine Sammelbox, die alle 65 Episoden enthält.

## Synchronisation
| Rolle                  | Englischer Sprecher | Deutscher Sprecher    |
| ---------------------- | ------------------- | --------------------- |
| Zacharias Foxx         | Jerry Orbach        | Horst Stark           |
| Shane „Goose“ Gooseman | Doug Preis          | Reent Reins           |
| Walter „Doc“ Hartfort  | Hubert Kelly        | Lutz Schnell          |
| Niko                   | Laura Dean          | Sabine Falkenberg     |
| Captain Kidd           | Earl Hammond        | Peter Heinrich        |
| Commander Walsh        | Earl Hammond        | Rolf Jülich           |
| Waldo Zeptic           | Henry Mandell       | Franz-Josef Steffens  |
| Zozo                   | Bob Bottone         | Andreas von der Meden |